# Hogna sansibarensis
Hogna sansibarensis là một loài nhện trong họ Lycosidae.
Loài này thuộc chi Hogna. Hogna sansibarensis được Embrik Strand miêu tả năm 1907.